# SVG-edit
SVG-edit és un editor de gràfics vectorials de codi obert que s'executa al navegador propi tant de manera local com en línia. Es pot utilitzar per crear i editar imatges de gràfics vectorials escalables .SVG o exportar a fitxers de format .PNG, .JPEG, .BMP, .WEBP o .PDF. Està escrit principalment en javaScript i es troba sota llicència MIT.
SVG-edit va ser mostrat al públic per Narendra Sisodiya el 6 de febrer de 2009 com a complement del projecte "project Eduvid".

## Característiques
- SVG-edit és un editor de gràfics vectorials basat en JavaScript que s'executa al navegador.[2]
- És un programari sota llicència Mit, compatible amb la llicència GNU General Public License (GPL).[3][4]